# Haapavesi-Siikalatva

Lage von Haapavesi-Siikalatva

Haapavesi-Siikalatva ist eine von sieben Verwaltungsgemeinschaften (seutukunta) in der finnischen Landschaft Nordösterbotten. Der Name Siikalatva bezieht sich auf die Lage der Verwaltungsgemeinschaft am Oberlauf des Siikajoki-Flusses.
Zur Verwaltungsgemeinschaft Haapavesi-Siikalatva gehören folgende drei Städte und Gemeinden:
- Haapavesi
- Pyhäntä
- Siikalatva